# برجک (مه‌ولات)
برجک روستایی از توابع بخش مرکزی شهرستان مه ولات در استان خراسان رضوی ایران است.

## جمعیت
این روستا در دهستان مه ولات جنوبی قرار دارد و براساس سرشماری مرکز آمار ایران در سال ۱۳۸۵، جمعیت آن زیر سه خانوار بوده است.